# Lý Tú Huỳnh
Lý Tú Huỳnh (Yi Su-hyong, 이수형;李秀亨, 1435 - 24 tháng 1 năm 1528) là một quan chức, nhà thơ của Hàn Quốc Triều Tiên trong triều đại Joseon, bút danh của ông là Dochon(도촌;桃村), Gongbukheon(공북헌;拱北軒).

## Cuộc đời
Năm 18 tuổi, ông được bổ nhiệm làm Junsaengsu Ryung(전생서령;典牲署令), sau đó ông được bổ nhiệm làm Pyungsisu Ryung (평시서령;平市署令). Năm 1455, Triều Tiên Thế Tổ, con trai thứ hai của vua Triều Tiên Thế Tông, đã đảo chính và trục xuất cháu trai của ông là vua Triều Tiên Đoan Tông. Lý Tú Huỳnh khi ấy tức giận vì hành động của Triều Tiên Thế Tổ nên đã từ chức và đi đến Dochon ở Bonghwa, thị trấn nơi vợ ông sinh ra. Sau đó, ông có đến thăm Triều Tiên Đoan Tông.
Triều Tiên Thế Tổ đã từng triệu tập ông trở lại làm việc cho triều đình nhưng ông đã từ chối. Năm 1457, Triều Tiên Đoan Tông bị sát hại bởi Triều Tiên Thế Tổ. Lý Tú Huỳnh sau đó đã lên núi và sống ẩn dật, cắt đứt mọi liên lạc với xã hội. Ở đấy, ông đã xây một ngôi nhà với ba mặt là tường và chỉ có một cánh cửa ở phía bắc hướng về mộ của vua Triều Tiên Đoan Tông và sống ở đó trong 70 năm tiếp theo. Ông mất vào ngày 24 tháng 1 năm 1528, 

## Sách
- Dochon Sunsaeng silgi(도촌선생실기; 桃村先生實紀).
- Goidan gamkwngrock(괴단감광록; 槐壇曠感錄).